# Гард-Рок (Аризона)
Гард-Рок (англ. Hard Rock) — переписна місцевість (CDP) в США, в окрузі Навахо штату Аризона. Населення — 38 осіб (2020).

## Географія
Гард-Рок розташований за координатами 36°1′41″ пн. ш. 110°30′15″ зх. д. / 36.02806° пн. ш. 110.50417° зх. д. (36.028100, -110.504049).  За даними Бюро перепису населення США в 2010 році переписна місцевість мала площу 15,34 км², з яких 15,34 км² — суходіл та 0,00 км² — водойми.

## Демографія
Згідно з переписом 2010 року, у переписній місцевості мешкали 94 особи в 28 домогосподарствах у складі 20 родин. Густота населення становила 6 осіб/км².  Було 41 помешкання (3/км²).
Расовий склад населення:
| - 90,4 % — корінних американців - 3,2 % — азіатів - 1,1 % — білих |

До двох чи більше рас належало 5,3 %. Частка іспаномовних становила 12,8 % від усіх жителів.
За віковим діапазоном населення розподілялося таким чином: 38,3 % — особи молодші 18 років, 50,0 % — особи у віці 18—64 років, 11,7 % — особи у віці 65 років та старші. Медіана віку мешканця становила 30,0 року. На 100 осіб жіночої статі у переписній місцевості припадало 84,3 чоловіків;  на 100 жінок у віці від 18 років та старших — 65,7 чоловіків також старших 18 років.
За межею бідності перебувало 18,8 % осіб, у тому числі 12,0 % дітей у віці до 18 років та 13,0 % осіб у віці 65 років та старших.
Цивільне працевлаштоване населення становило 17 осіб. Основні галузі зайнятості: освіта, охорона здоров'я та соціальна допомога — 58,8 %, будівництво — 29,4 %, сільське господарство, лісництво, риболовля — 11,8 %.